# Aparatczyk
Aparatczyk (ros. аппара́тчик) – etatowy, zawodowy funkcjonariusz Komunistycznej Partii Związku Radzieckiego lub aparatu rządowego Związku Radzieckiego (ros. аппарат, aparat), ktokolwiek, kto sprawował jakąkolwiek funkcję biurokratyczną lub polityczną, z wyjątkiem wyższych szczebli zarządzania zwanych nomenklaturą. James H. Billington zdefiniował to słowo jako człowieka niesnującego wielkich planów, lecz wykonującego mrówczą pracę. Termin ten jest często uważany za pejoratywny, mający negatywne konotacje do jakości, kompetencji i postawy tak opisywanej osoby.
Członkowie aparatu (aparatczycy) byli często przenoszeni między różnymi obszarami działalności, zazwyczaj z niewielkim lub żadnym faktycznym przeszkoleniem w zakresie nowych, potrzebnych kompetencji, więc termin aparatczyk był zazwyczaj najlepszym możliwym opisem zawodu danej osoby.
Nie wszyscy aparatczycy piastowali swoje stanowiska dożywotnio. Wielu z nich wstąpiło na te stanowiska dopiero w średnim wieku. Obecnie termin „aparatczyk” jest używany również w innych kontekstach niż Związek Radziecki czy kraje komunistyczne. Według Collins English Dictionary słowo to może oznaczać urzędnika lub biurokratę w każdej organizacji. Według Online Etymology Dictionary termin ten był również używany w znaczeniu agent komunistyczny lub szpieg w publikacji Arthura Koestlera.